# 진봉진
진봉진(陳鳳鎭, 1942년 7월 29일 ~ )은 대한민국의 배우이다.

## 학력
- 대전고등학교 졸업
- 충남대학교 건축공학과 중퇴

## 이력
- 일제 강점기 경성부(지금의 대한민국 서울특별시) 출생하여 지난날 한때 충청남도 천안에서 잠시 유아기를 보낸 적이 있으며 훗날 충청남도 공주에서 성장한 그는 1962년 연극배우 첫 데뷔하였으며 1966년 영화배우 데뷔하였다.

- 그는 1970년대 이후 김희라, 신일룡 등과 아울러 대한민국 마초 야성적 이미지의 남자 영화배우로 이름을 날렸다.
- 그는 1970년대 이후 후배인 김민정 등과 영화배우로 이름을 날렸다.

## 출연작

### 연극
- 1962년 《원술랑》 ... 김반굴 역(단역)
- 1965년 《화랑도》 ... 김반굴 역(단역)
- 1966년 《화랑의 후예》 ... 손창귀(완장 선생의 조카) 역(주인공)

### 영화
- 1966년 《대폭군》
- 1967년 《다정불심》
- 1967년 《공주님의 짝사랑》
- 1971년 《음양도》
- 1971년 《철낭자》
- 1972년 《인왕산 호랑이》
- 1972년 《삼국대협》
- 1972년 《철인(죽음의 다섯손가락)》
- 1973년 《여감방》
- 1973년 《대결투》
- 1973년 《반혼녀》
- 1973년 《쌍권도》
- 1974년 《생사투》
- 1974년 《흑발》
- 1974년 《동거인》
- 1974년 《연화》
- 1974년 《첫손님》
- 1975년 《공포의 이중인간》
- 1975년 《흑거미》
- 1975년 《김두한 3》
- 1975년 《황금마담》
- 1975년 《용호문》
- 1976년 《왕룡》
- 1976년 《국제경찰》
- 1976년 《몸부림》
- 1976년 《쾌걸 구변신》
- 1976년 《여수 407호 2》
- 1976년 《용서받은 여인》
- 1976년 《원산공작》
- 1976년 《여신탐》
- 1977년 《특별수사반 박쥐》
- 1977년 《충열도》
- 1977년 《공수특공대작전》
- 1977년 《겨울여자》
- 1977년 《도솔산 최후의 날》
- 1978년 《7호실 손님》
- 1978년 《호국 팔만대장경》
- 1978년 《당신만을 사랑해》
- 1978년 《사랑과 죽음의 기록》
- 1978년 《저 파도위에 엄마 얼굴이》
- 1978년 《수병과 제독》
- 1978년 《슬픔은 저별들에게도》
- 1978년 《체험》
- 1978년 《특명 8호》
- 1979년 《비목》
- 1979년 《돛대도 아니 달고》
- 1979년 《사문의 승객》
- 1979년 《대근이가 왔소》
- 1979년 《순자야》
- 1979년 《전우가 남긴 한마디》
- 1980년 《겨울에 내리는 봄비》
- 1980년 《협객 시라소니》
- 1980년 《복부인》
- 1980년 《월녀의 한》
- 1981년 《겨울에 내리는 봄비》
- 1981년 《흡혈귀 아녀》
- 1982년 《사랑의 노예》
- 1982년 《내가 사랑했다》
- 1982년 《미워 미워 미워》
- 1982년 《당신만을 사랑해》
- 1982년 《정부》
- 1982년 《삼국여한》
- 1983년 《풀잎처럼 눕다》
- 1983년 《외출》
- 1983년 《약속한 여자》
- 1983년 《가을 여자 2》
- 1983년 《땜장이 아내》
- 1983년 《김마리라는 부인》
- 1983년 《이 한몸 돌이 되어》
- 1983년 《바람 바람 바람》
- 1983년 《안개 마을》
- 1984년 《밤이 무너질 때》
- 1984년 《흐르는 강물을 어찌 막으랴》
- 1984년 《그 여름의 마지막 날》
- 1984년 《도시에서 우는 매미》
- 1985년 《밤마다 천국》
- 1985년 《애마부인 3》
- 1985년 《사랑하는 사람아 3》
- 1985년 《마지막 여름》
- 1985년 《오싱》
- 1986년 《방황하는 별들》 ... 아버지 역
- 1986년 《유혹시대》
- 1986년 《길소뜸》
- 1986년 《몸 전체로 사랑을》
- 1986년 《밤의 요정》
- 1986년 《단》
- 1986년 《가을장미》
- 1986년 《씨받이》
- 1987년 《나는 다시 살고 싶다》 (특별출연)
- 1987년 《독불장군》 ... 오현수 역
- 1988년 《이장호의 외인구단 2》 ... 오까모도 역
- 1988년 《제2의 성》 ... 미스터 정 역
- 1988년 《깜동》 ... 성달생 역
- 1988년 《나신들》
- 1989년 《불의 나라》 ... 박 국장 역
- 1989년 《빨간 여배우》
- 1989년 《추억의 이름으로》 ... 진 박사 역
- 1990년 《무》 ... 검은 얼굴 역
- 1990년 《칠색조》
- 1990년 《마유미》 ... 한국 수사관 진 계장 역
- 1991년 《젊은 날의 초상》 ... 형 역
- 1991년 《뻘》
- 1991년 《검은 휘파람》 ... 고승수 역
- 1991년 《탄드라 부인》 ... 최기봉 역
- 1991년 《조금만 참아줘요》
- 1991년 《겨울애마 봄》
- 1992년 《아래층 여자와 윗층 남자》 ... 소설가 역
- 1992년 《세상끝의 향기》
- 1993년 《복카치오 '93》 ... 형준 역
- 1993년 《영구와 공룡 쮸쮸》 ... 중령 역
- 1994년 《그리움엔 이유가 없다》 ... 김 회장 역
- 1995년 《무궁화 꽃이 피었습니다》 ... 한국 재벌 역
- 1995년 《해병묵시록》
- 1995년 《48+1》 ... 우 회장 역
- 1995년 《멀고 먼 해후》
- 1996년 《보스》
- 1996년 《애니깽》
- 1996년 《카리스마》 ... 박 회장 역
- 1997년 《비트》 ... 로미 부 역
- 1997년 《꽃을 든 남자》 ... 영화사 사장 역
- 1997년 《테러리스트 2》 ... 도식 역
- 1998년 《천년환생》
- 1998년 《망치를 든 짱구와 땡칠이》
- 1998년 《엑스트라》
- 1999년 《인정사정 볼 것 없다》
- 1999년 《질주》 ... 일식집 중년 남 역
- 1999년 《만날 때까지》 ... 김 박사 역
- 2000년 《스트라이커》
- 2000년 《종합병원 The Movie 천일동안》 ... 이충호 역
- 2001년 《천사몽》 ... 장배송 박사 역
- 2001년 《건달의 법칙》
- 2002년 《미워도 다시 한 번 2002》 ... 문 과장 역
- 2005년 《무영검》 ... 임선지 역

### TV 드라마
- 1986년 KBS1 대하드라마 《노다지》
- 1997년 MBC 일일시트콤 《남자 셋 여자 셋》 ... 임창정의 큰아버지인 임봉진 前 검사 역
- 1998년 SBS 《삼김시대》
- 1999년 MBC 미니시리즈 《청춘》
- 2001년 SBS 대하사극 《여인천하》 ... 고형산 역
- 2002년 KBS2 아침드라마 《골목안 사람들》 ... 석종 부 역
- 2002년 SBS 대하드라마 《야인시대》 ... 신익희 역
- 2004년 KBS 대하드라마 《무인시대》 ... 걸노, 함사 역 (1인 2역)
- 2004년 MBC 《영웅시대》
- 2005년 KBS2 일일시트콤 《올드미스 다이어리》
- 2007년 SBS 대하드라마 《왕과 나》 ... 원로 내시 역
- 2007년 MBC 《이산》
- 2010년 KBS2 미니시리즈 《프레지던트》 ... 송학수 역